# Најнти Сикс (Јужна Каролина)
Најнти Сикс (енгл. Ninety Six) град је у америчкој савезној држави Јужна Каролина.

## Демографија
По попису из 2010. године број становника је 1.998, што је 62 (3,2%) становника више него 2000. године.
| Група             | 2000.         | 2010.         |
| Белци             | 1.474 (76,1%) | 1.550 (77,6%) |
| Афроамериканци    | 440 (22,7%)   | 394 (19,7%)   |
| Азијати           | 1 (0,1%)      | 8 (0,4%)      |
| Хиспаноамериканци | 10 (0,5%)     | 24 (1,2%)     |
| Укупно            | 1.936         | 1.998         |